# Bernard Schmetz
Bernard Jules Robert Schmetz (* 21. März 1904 in Orléans; † 11. Juni 1966 in Paris) war ein französischer Degenfechter.

## Erfolge
Bernard Schmetz wurde 1937 in Paris im Einzel und 1938 in Piešťany mit der Mannschaft Weltmeister. Darüber hinaus gewann er 1931 in Wien die Vizeweltmeisterschaft im Einzel sowie 1931 in Wien, 1933 in Budapest und 1937 in Paris im Mannschaftswettbewerb. Hinzu kommen Bronzemedaillen, die er im Einzel 1933 in Budapest und 1938 in Piešťany gewann, und eine Bronzemedaille mit der Mannschaft 1930 in Lüttich. Dreimal nahm Schmetz an Olympischen Spielen teil: 1928 erreichte er in Amsterdam mit der Mannschaft die Finalrunde, in der sie sich lediglich Italien geschlagen geben musste. Gemeinsam mit Gaston Amson, René Barbier, Georges Buchard, Émile Cornic und Armand Massard gewann er somit die Silbermedaille. Bei den Olympischen Spielen 1932 in Los Angeles zog er mit der französischen Equipe erneut in die Finalrunde ein, die sie dieses Mal vor Italien auf dem ersten Platz abschloss. Neben Schmetz wurden Georges Buchard, Philippe Cattiau, Jean Piot, Fernand Jourdant und Georges Tainturier Olympiasieger. In der Einzelkonkurrenz belegte Schmetz den fünften Rang. 1936 qualifizierte er sich zum dritten Mal in Folge mit der Mannschaft für die Finalrunde, in der sie zwar Italien und Schweden unterlag, sich gegen Deutschland aber im Gefecht um den dritten Rang durchsetzte. Mit Georges Buchard, Philippe Cattiau, Henri Dulieux, Michel Pécheux und Paul Wormser erhielt Schmetz die Bronzemedaille. Von 1930 bis 1932 wurde er dreimal in Folge französischer Meister mit dem Degen.
Schmetz war nach seiner aktiven Karriere stellvertretender Vorsitzender des französischen Fechtverbandes.